# Aumüller Druck
Die Aumüller Druck GmbH & Co. KG, auch Aumüller Druck Regensburg, wurde 1913 als Zeitungsverlag gegründet und befindet sich in Familienbesitz.

## Geschichte
Aumüller Druck wurde 1913 als G(eor)g Aumüller & Sohn Buch- und Kunstdruckerei mit Zeitungsverlag OHG gegründet und verlegte und druckte zunächst die Zeitung „Regensburger Neueste Nachrichten“ bis ins Jahr 1933.

### Zeitung „Bayerischer Volksbote“ und „Regensburger Neueste Nachrichten“
1891 erschien zum ersten Mal der „Bayerische Volksbote“ in Regensburg. 1903 wurde dieses gemäßigt klerikale Blatt von 42 liberalen Regensburger Kaufleuten, Rechtsanwälten und Großhändlern erworben, die dafür eine Gesellschaft gegründet hatten. „Zu gut zwei Dritteln gehörten die Gesellschafter der protestantischen Konfession an; ein Drittel rekrutierte sich aus vier Israeliten – davon die beiden Vorstände der jüdischen Gemeinde – und neun zum Teil in gemischtkonfessioneller Ehe lebenden Katholiken“.
1911 wurde der Bayerische Volksbote in „Regensburger Neueste Nachrichten“ umbenannt.
1912 trat Georg Aumüller (1869–1934, ursprünglich Schutzmann) in die Redaktion ein und verantwortete die Ressorts „Bayern“, „Gerichtssaal“ und den lokalen Teil. Sein Sohn, Josef Aumüller (1888 – 1937, gelernter Drucker) kümmerte sich um den Inseratenteil. Josef Aumüller heiratete in diesem Jahr Frieda Schober, Tochter des Verlegers Johann Schober, der die Zeitung „Regensburger Allgemeine Zeitung“ herausgab.
Am 11. Juli 1913 erwarb die G(eor)g Aumüller & Sohn Buch- und Kunstdruckerei mit Zeitungsverlag OHG die Zeitung mit der Druckerei Am Römling 12. Die „Regensburger Neuesten Nachrichten“ waren in den Weimarer Jahren das Organ der Regensburger Liberalen mit ausführlicher lokaler Berichterstattung und umfangreicher Rubrik „Aus dem Gerichtssaal“. Der jüdische Prokurist Josef Wassermann war für die Anzeigen verantwortlich. 1928 wurde im Innenhof des Anwesens Am Römling 12 ein neues Industriegebäude mit der Adresse Am Römling 12a errichtet. Dieses Gebäude ist heute ein Wohngebäude. Mitte der 1920er Jahre erreichte das Blatt auch mit einer Auflage von 6.000 Exemplaren seinen Höchststand an Lesern.
1932 wurde das Unternehmen in Georg Aumüller & Sohn GmbH umfirmiert. Nach der Machtergreifung der Nationalsozialisten (NSDAP) mussten die das liberale Bürgertum bedienende „Regensburger Neueste Nachrichten“ nach wenigen Monaten eingestellt werden. Die letzte Ausgabe der „Neuesten“ erschien am 30. September 1933.
Nach dem Tod von Josef Aumüller (1937) gingen die Firmenanteile an die Erbengemeinschaft Betty und Georg Aumüller in dritter Generation über. Bis 1972 befand sich der Firmensitz Am Römling 12 in Regensburg.

### Wiedergründung und Entwicklung nach 1945
Nach dem Zweiten Weltkrieg erhielt Georg Aumüller (1921–2012) von der US-amerikanischen Militärregierung die Lizenz zur Weiterführung der Georg. Aumüller & Sohn Verlag, Buch & Kunstdruckerei. 1954 erfolgte die Umwandlung in eine Kommanditgesellschaft. Im Jahre 1965 wurden die ersten Offsetdruckmaschinen erworben. 1972 wurde ein moderner Neubau mit 3000 m² ebenerdigen Büro- und Produktionsflächen im Regensburger Industriegebiet Haslbach bezogen.
Seit 1981 können sich alle Mitarbeiter als echte stille Gesellschafter am Unternehmen beteiligen. 1994 nahm Aumüller Druck die erste 8-Farben-Maschine Bayerns in Betrieb und ein Jahr darauf wurde der Bürotrakt erweitert. 1996 trat Georg Aumüller in den Ruhestand. Für seine Verdienste wurde er von der Universität Regensburg mit der Universitätsmedaille „Bene merenti“ ausgezeichnet. 1993 erhielt Georg Aumüller das Verdienstkreuz am Bande des Verdienstordens der Bundesrepublik Deutschland, ausgestellt von Bundespräsident Richard von Weizsäcker.
Seit 1996 wird das Unternehmen in vierter Generation von den Brüdern Stefan Aumüller und Christian Aumüller geführt, die 1987 in die Firma nach einer technischen Lehre und einem betriebswirtschaftlichen Studium eingetreten waren. 1996 wurde auch weltweit die erste 10-Farben-Maschine der Firma Heidelberger Druckmaschinen in Betrieb genommen. Im Jahre 2000 wurde in der Vorstufe Computer to Plate eingeführt. Im Jahr darauf wurde die Produktionsfläche auf insgesamt 4.700 m² erweitert. Stefan Aumüller wurde 2003 in das Ehrenamt Vorsitzender des Vorstandes der Fogra gewählt, das unabhängige Forschungsinstitut der Druckindustrie in München. Nachdem sich das Unternehmen 2004 nach Schließung der Münchener Produktionsstätte wieder auf die Produktion Regensburg konzentrierte, wurde 2005 die dortige Lagerhalle erweitert. Ein Jahr darauf erfolgte die Umwandlung in die Rechtsform GmbH & Co. KG. 2008 wurde das 3.000 m² große Nachbargrundstück mit einer Produktionshalle für die Produktion klebegebundener Broschüren erworben und 2011 erfolgte der Neubau einer zusätzlichen Multifunktionshalle mit 3.000 m². Damit produziert Aumüller Druck mittlerweile auf einer Fläche von 11.500 m².

### Filiale in München
Im Spätsommer 2001 wurde die Münchner Druckerei Dengler & Rauner mit rund 50 Mitarbeitern übernommen. Aufgrund der Weltwirtschaftskrise, ausgelöst durch den 11. September 2001 verzeichnete die Druckerei enorme Umsatzeinbußen und musste 2004 wieder geschlossen werden.

### Kooperationen
Seit Mitte der 1990er-Jahre besteht eine enge Entwicklungspartnerschaft mit Heidelberger Druckmaschinen. Viele Feldtests für Heidelberg, sowohl mit Maschinen als auch im Software-Bereich wurden seitdem bei Aumüller Druck durchgeführt.
Seit 2008 pflegt Aumüller Druck eine intensive Zusammenarbeit mit Flyeralarm, dem größten Online-Drucker in Deutschland. Aumüller Druck fertigt für Flyeralarm klebegebundene Broschüren und Hardcover-Bücher im Offsetdruck.
2014 ging Aumüller die +PrintAllianz Peschke+Aumüller mit Peschke Druck (G. Peschke Druckerei GmbH) ein. Aumüller erwarb eine Minderheitsbeteiligung an Peschke und gemeinsam wurde in Parsdorf bei München ein Neubau mit einer Fläche von 8.000 m² errichtet. Die Allianz verfügt zusammen über mehr als 70 Druckwerke. 2020 verkaufte Aumüller Druck seine Anteile wieder an Peschke Druck zurück.

## Preisverleihungen und Stipendien
Das Unternehmen wurde mehrfach ausgezeichnet und vergibt selbst seit 2003 den „Aumüller Schulpreis“ und den „Aumüller Berufsschulpreis“, seit 2011 den „Aumüller Integrationspreis“ und mittlerweile auch Teilstipendien für die gemeinnützige Schüleraustauschorganisation „Youth For Understanding“.

## Auszeichnungen (Auswahl)
- Universitätsmedaille „Bene merenti“ der Universität Regensburg für Georg Aumüller
- 1993: Margarethe-Runtinger-Preis, Stadt Regensburg[16]
- 1995: Umweltpreis der Stadt Regensburg für Stefan und Christian Aumüller[17]
- 2002: Gutenberg-Senefelder-Plakette der Heidelberger Druckmaschinen AG als Versuchs- und Vorführdruckerei von Heidelberger Druckmaschinen für 8- und 10-Farbenmaschinen[18]
- 2003: sappi-„Printer of the Year“ in der Kategorie „Broschüren“[18]
- 2005: Bronzemedaille im Rahmen der Verleihung sappi-„Printer of the Year“ für die Broschüre „Audi A6“[18]
- 2005: „Unternehmerpersönlichkeit der Druckindustrie“ des Fachverbands Führungskräfte der Druckindustrie und Informationsverarbeitung (FDI) für Stefan und Christian Aumüller in der Kategorie „Herausragende Unternehmerpersönlichkeiten“[18]
- 2008: „Druckerei des Jahres 2008“ (Gold), „Familien-Druckerei des Jahres“, „Ausbildungsbetrieb des Jahres“ bei den Druck & Medien Awards[18]
- 2009: Erster preis „Innovativstes Unternehmen des Jahres im Bereich Geschäftsmodell“ bei den Druck&Medien Awards Berlin[18]
- 2009: Gläserner Ausbilderpreis 2009 der Stadt Regensburg[19]
- 2010: 2. Preis beim Best Business Award (BBA) für nachhaltige Unternehmensführung in der Kategorie „Unternehmen von 31 bis 100 Mitarbeiter“[20]
- 2012: Silbermedaille im Rahmen der Verleihung sappi-„Printer of the Year“ für das „adidas History Book“[18]
- 2012: Silber beim PrintStars – Der Innovationspreis der Deutschen Druckindustrie in der Kategorie „Corporate Books“ für die Produktion des „adidas History Book“ zusammen mit den Firmen adidas AG, Melville Brand Design GmbH, Nureg GmbH, Conzella Verlagsbuchbinderei Urban Meister sowie Deckenfertigung Winter & Company[18]
- 2015: Erster Preis in der Kategorie „Sozial engagiertes Druckunternehmen“ bei den Druck&Medien Awards Berlin
- 2015: Anerkennungsurkunde beim Ausbilderpreis der Stadt Regensburg[21]
- 2016: Anerkennungsurkunde für Umwelt- und Naturschutz durch Bürgermeister Joachim Wolbergs
- 2016: Erster Preis in der Kategorie „Umweltorientiertes Unternehmen des Jahres“ bei den Druck&Medien Awards Berlin
- 2016: Matthäus-Runtinger-Medaille der Stadt Regensburg für Stefan und Christian Aumüller[22]
- 2018: 10 Jahre CO2 Kompensation, Bundesverband Druck und Medien
- 2020: Umweltpreis der Stadt Regensburg (bereits auch 1995), „Umweltorientiertes Unternehmen des Jahres“ Druck&Medien Awards Berlin (bereits auch 2016)